# Stazione di Sipicciano San Nicola
La stazione di Sipicciano San Nicola è una fermata ferroviaria posta sulla linea Viterbo-Orte. Serve il centro abitato di Sipicciano, frazione del comune di Graffignano. Rispetto alla principale stazione sipiccianese, essa è situata più al centro del paese, e nei pressi della località San Nicola.

## Storia
La fermata di Sipicciano San Nicola venne attivata nel 1938.

## Strutture e impianti
La fermata, posta alla progressiva chilometrica 7+336 fra le stazioni di Grotte Santo Stefano e di Sipicciano, conta un unico binario servito da una banchina.